# Raja Meziane
Raja Meziane (em árabe: رجاء مزيان; Maghnia, Argélia, 1988) é uma cantora, compositora, advogada e ativista argelina.

## Biografia
Raja Meziane nasceu em 1988, em Maghnia, uma cidade da província de Tremcém, no noroeste da Argélia, e cresceu na cidade de Bir Chouhada. Seu pai, Ahmed ("H'mida") Meziane, professor universitário de ciências naturais, morreu jovem de doença cardíaca, quando ela tinha oito anos. Iniciada na música e no teatro entre os escoteiros, gravou seu primeiro disco de canções infantis aos 16 anos.
Em 2007, enquanto estudante de direito na Université de Tremcém, participou no concurso de talentos "Alhane wa chabab", do qual foi finalista. Depois de lançar dois discos, com algumas músicas de crítica ao regime, em 2013, tentou realizar um longa-metragem para o qual escreveu o roteiro e a música da trilha sonora. Incapaz de financiar este projeto, ela decidiu se dedicar ao trabalho como advogada. No entanto, o bastonário de Argel recusou-se, sem qualquer explicação, a emitir o seu certificado de prática.
Não tendo tido sucesso nem nas artes nem no direito, em 2015, mudou-se para a República Checa, onde encontrou um ambiente propício ao desenvolvimento da sua carreira artística.
Em outubro de 2019, Raja Meziane foi listada como uma das 100 mulheres mais influentes do ano pela BBC.
"O vídeo musical político da cantora Raja Meziane, Allo le Système!, foi visto mais de 35 milhões de vezes no YouTube". "Suas canções anti-governamentais que abordam a injustiça social, a suposta corrupção e a desigualdade fizeram com que ela fosse forçada a se exilar da Argélia".

"Agora, radicada em Praga, ela é uma grande apoiadora dos protestos da Argélia em 2019, que viram dezenas de milhares de jovens saírem às ruas pedindo mudanças". 